# Eristalinus tristriatus
Eristalinus tristriatus är en tvåvingeart som först beskrevs av de Meijere 1911.  Eristalinus tristriatus ingår i släktet slamflugor, och familjen blomflugor. Inga underarter finns listade i Catalogue of Life.